# Имре, Петр
Петр Имре (чеш. Petr Imre; род. 17 июля 1975, Прага) — чешский гребец, выступавший за сборную Чехии по академической гребле в первой половине 2000-х годов. Обладатель двух серебряных медалей Кубка мира, победитель и призёр первенств национального значения, участник летних Олимпийских игр в Афинах.

## Биография
Петр Имре родился 17 июля 1975 года в Праге. Проходил подготовку в столичном гребном клубе «Дукла».
Впервые заявил о себе в академической гребле на международном уровне в сезоне 1993 года, когда вошёл в состав чешской национальной сборной и выступил на юниорском мировом первенстве в Норвегии, где в зачёте парных двоек стал седьмым.
В 1995—1997 годах стартовал на различных молодёжных регатах, в том числе дважды принимал участие в Кубке наций.
Начиная с 2000 года выступал среди взрослых спортсменов, в частности в этом сезоне дебютировал в Кубке мира, отметился выступлением на взрослом чемпионате мира в Загребе, став в программе распашных рулевых четвёрок шестым.
В 2001 году на чемпионате мира в Люцерне показал девятый результат в безрульных двойках.
В 2002 году в безрульных двойках завоевал серебряную медаль на этапе Кубка мира в Мюнхене, был шестым на чемпионате мира в Севилье.
В 2003 году в той же дисциплине вновь получил серебро на этапе Кубка мира в Мюнхене, занял девятое место на чемпионате мира в Милане.
Благодаря череде удачных выступлений удостоился права защищать честь страны на летних Олимпийских играх 2004 года в Афинах. Вместе с напарником Адамом Михалеком стартовал в программе безрульных двоек — занял последнее четвёртое место на предварительном квалификационном этапе, затем финишировал четвёртым в дополнительном отборочном заезде — с этими результатами в полуфинальную стадию соревнований не вышел.
После афинской Олимпиады Имре больше не показывал сколько-нибудь значимых результатов в академической гребле на международной арене.